# مونته مانیو
مونته مانیو (به ایتالیایی: Montemagno, Piedmont) یک کومونه در ایتالیا است که در استان آسته واقع شده‌است.

## خصوصیات
مونته مانیو ۱۵٫۹ کیلومترمربع مساحت و ۱٬۲۰۳ نفر جمعیت دارد و ۲۶۰ متر بالاتر از سطح دریا واقع شده‌است.

## نگارخانه

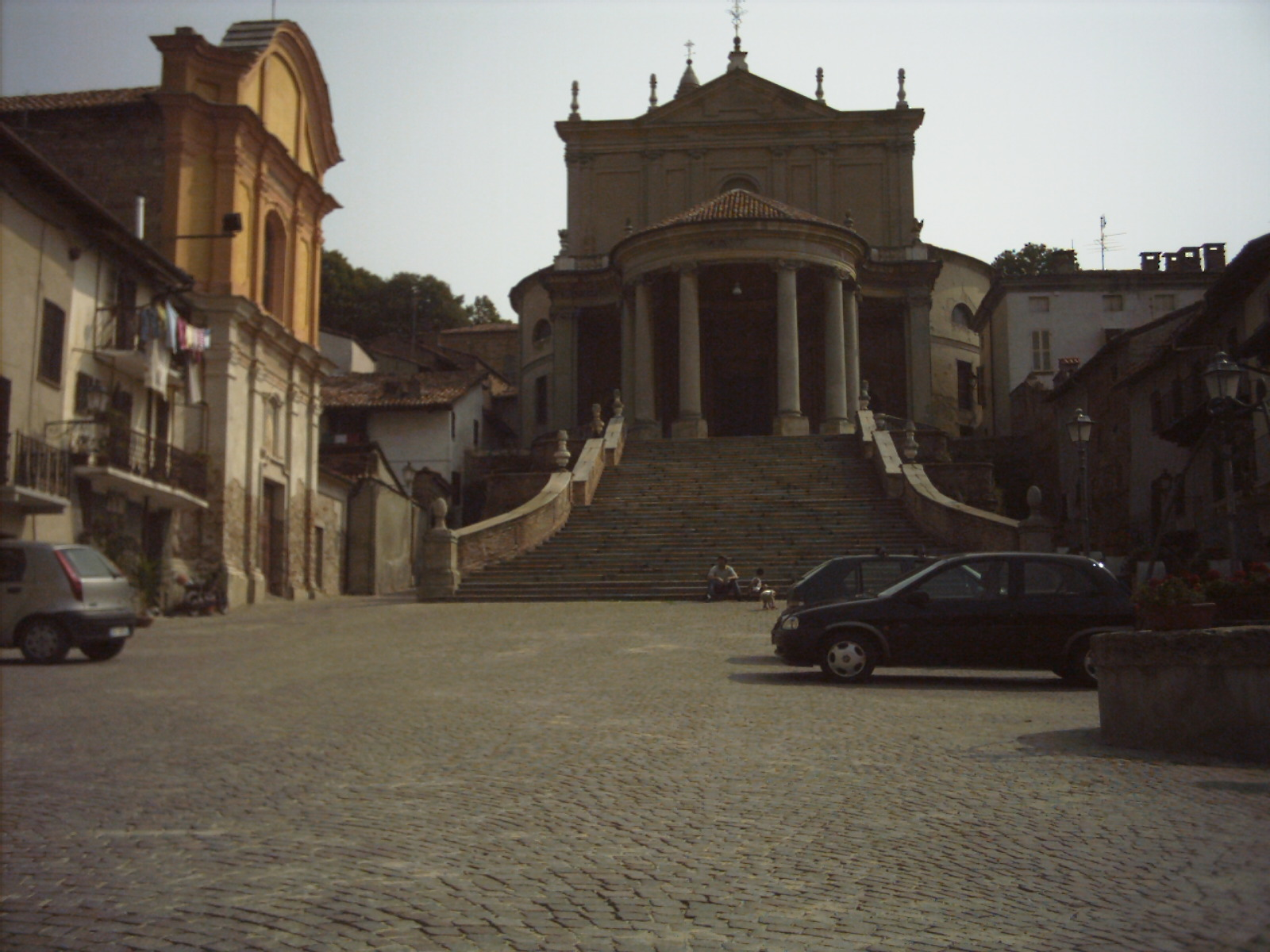
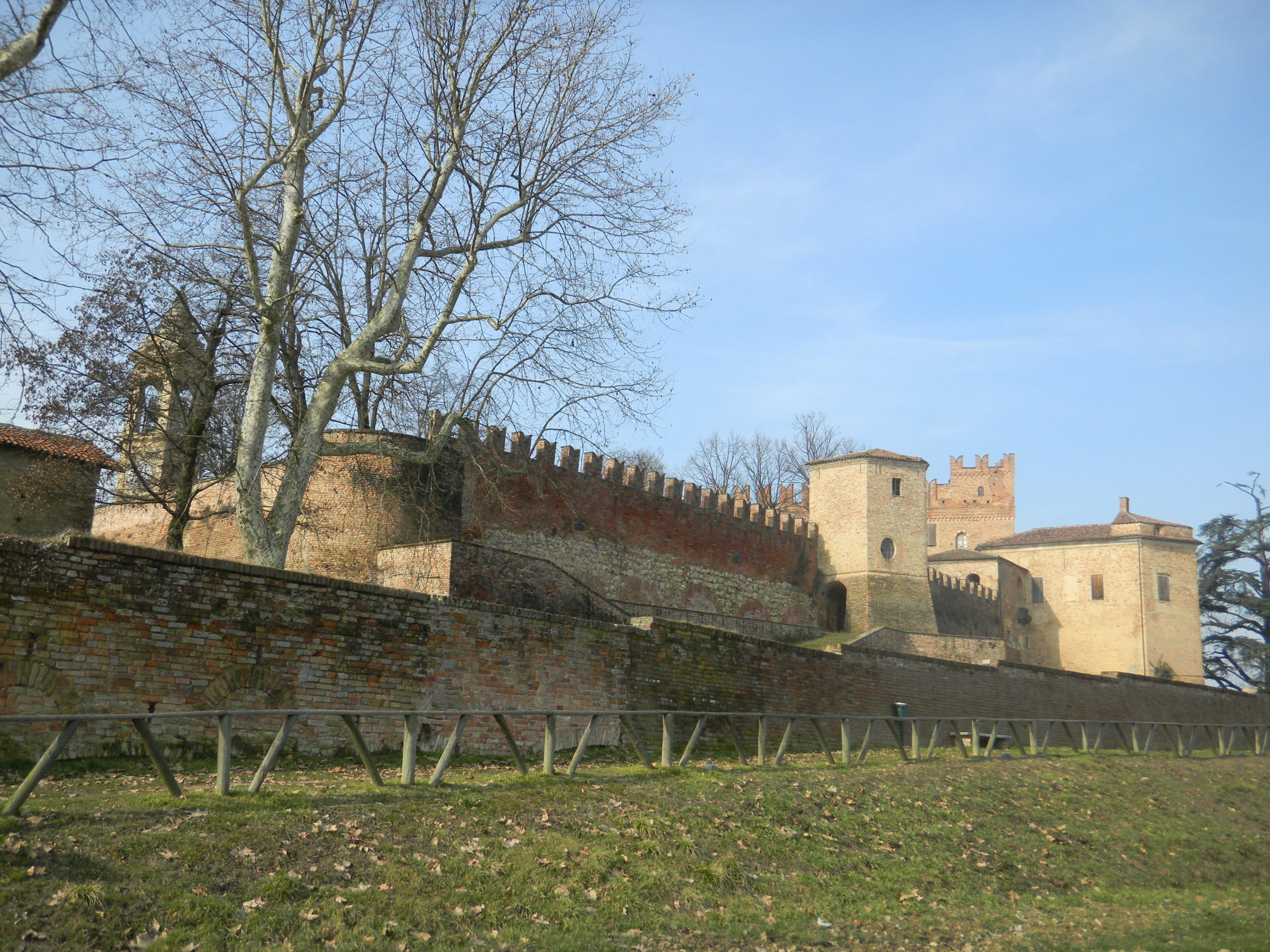
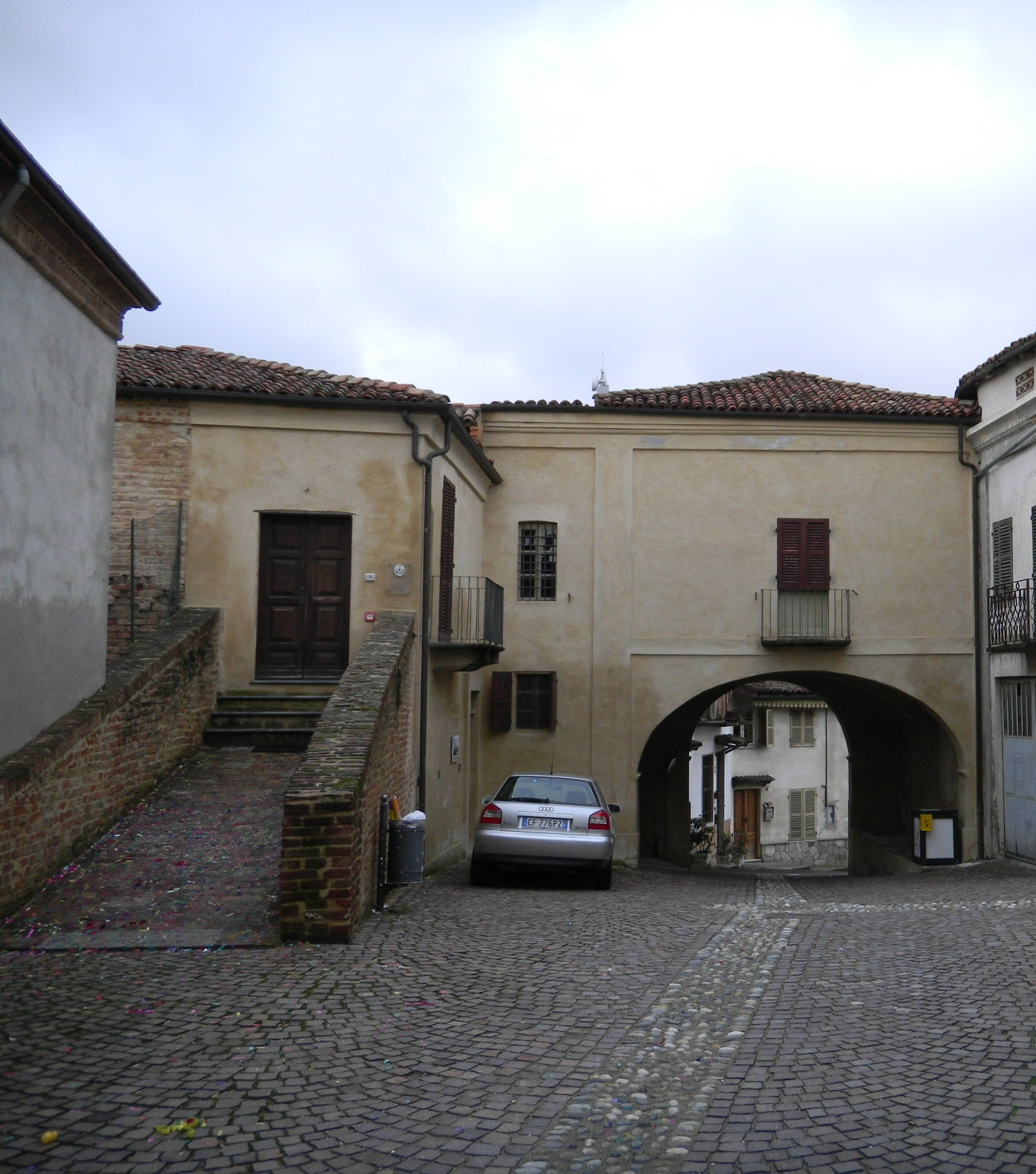
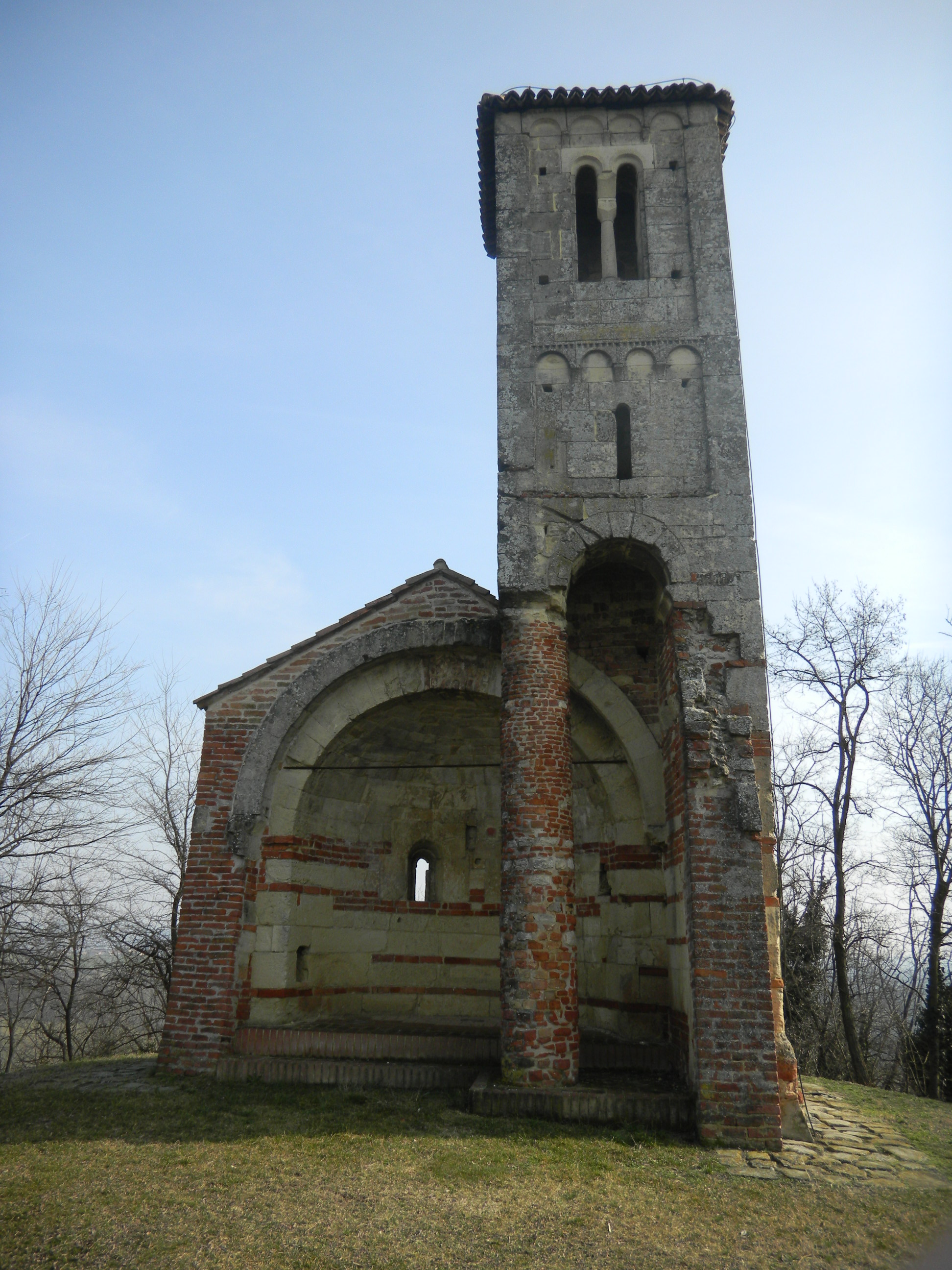
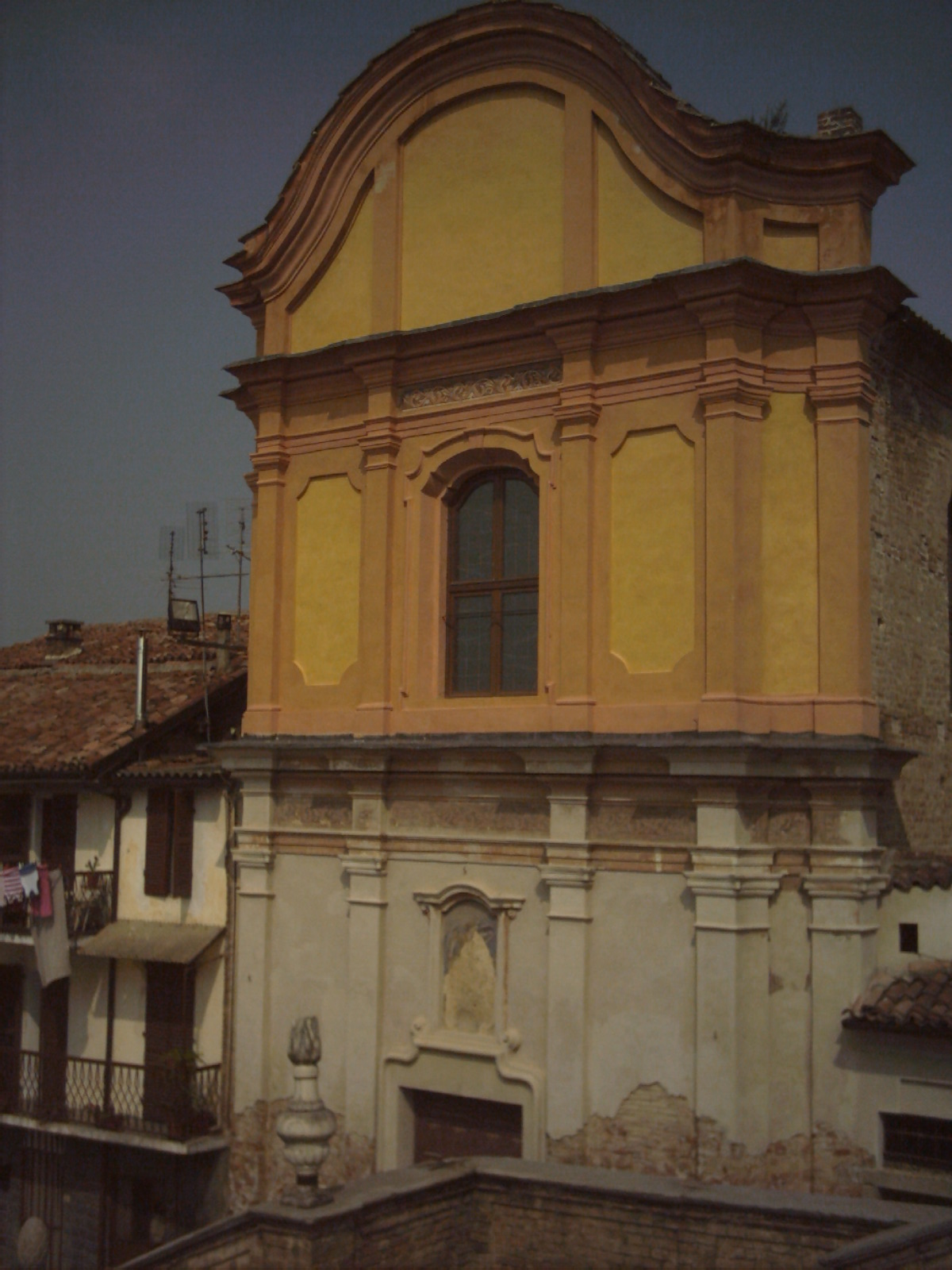
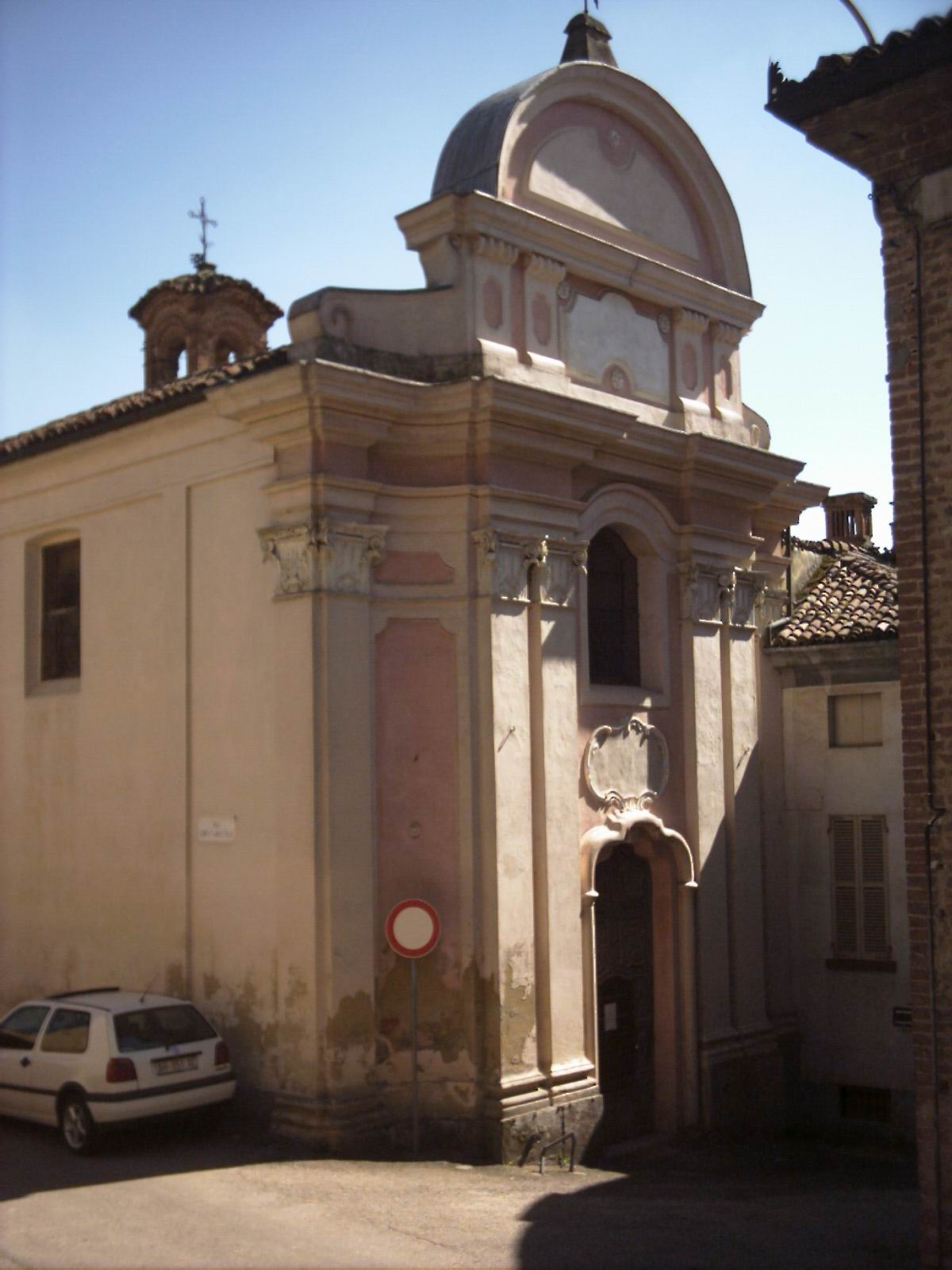
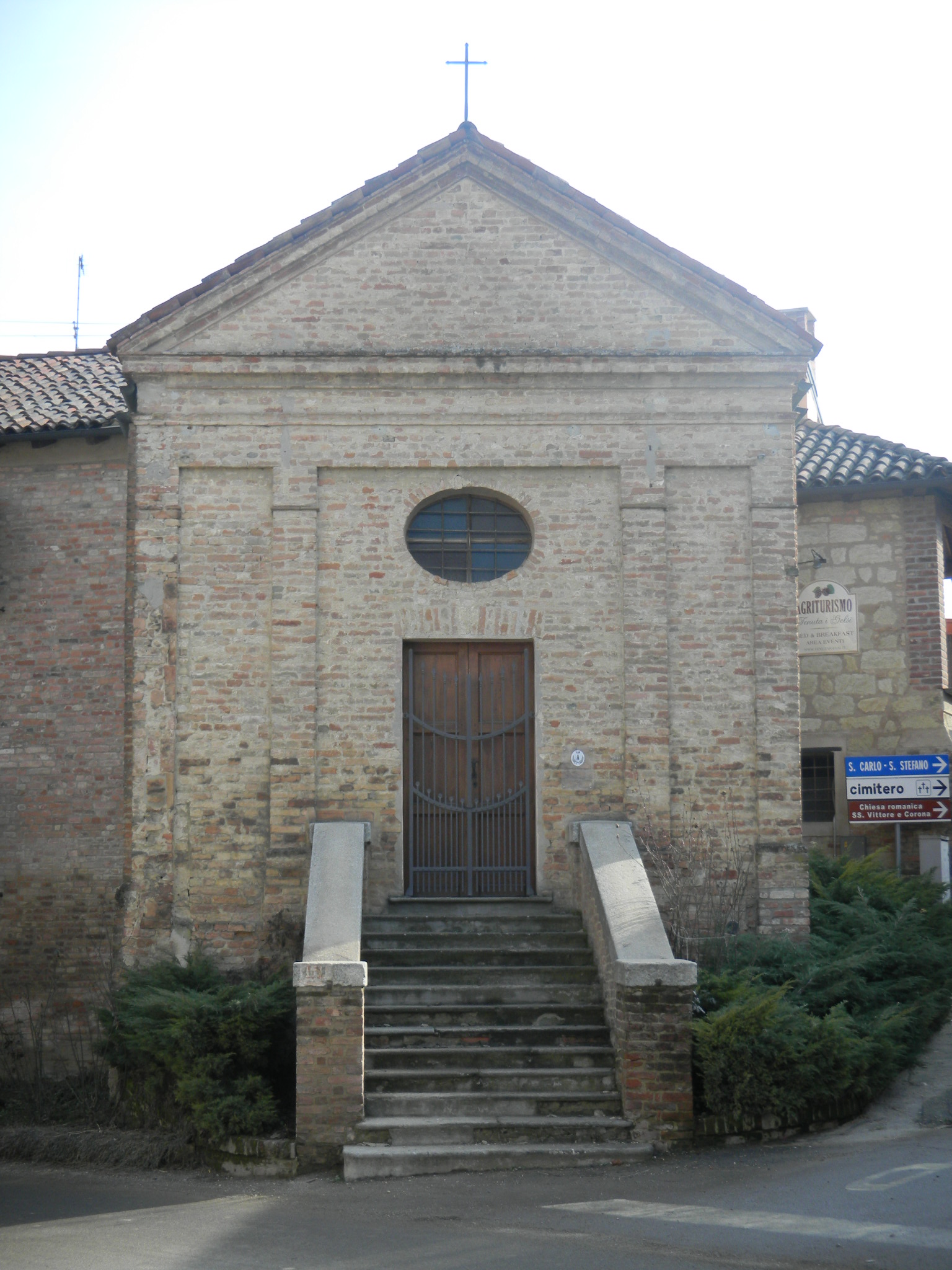